# Kościół w Zinnowitz
Kościół w Zinnowitz – protestancki, neogotycki kościół w niemieckiej gminie Zinnowitz, w Meklemburgii-Pomorzu Przednim, na wyspie Uznam. Siedziba parafii Krummin-Karlshagen-Zinnowitz.

## Historia
Pierwsza wzmianka o kaplicy pielgrzymkowej w tym miejscu pochodzi z XV wieku. Populacja Zinnowitz rosła, mieszkańcy domagali się większej świątyni. Od 1870 roku gmina zbierała fundusze na budowę. W 1894 roku wmurowano kamień węgielny, rok później ukończono budowę, kościół uroczyście inaugurowano oraz zawieszono dzwony z odlewni w Apoldzie.

## Architektura
Świątynia neogotycka, trójnawowa. Posiada drewniane empory. Prezbiterium kościoła jest wyłącznie absydą. Strop łukowy, wykonany z drewna.  

## Galeria

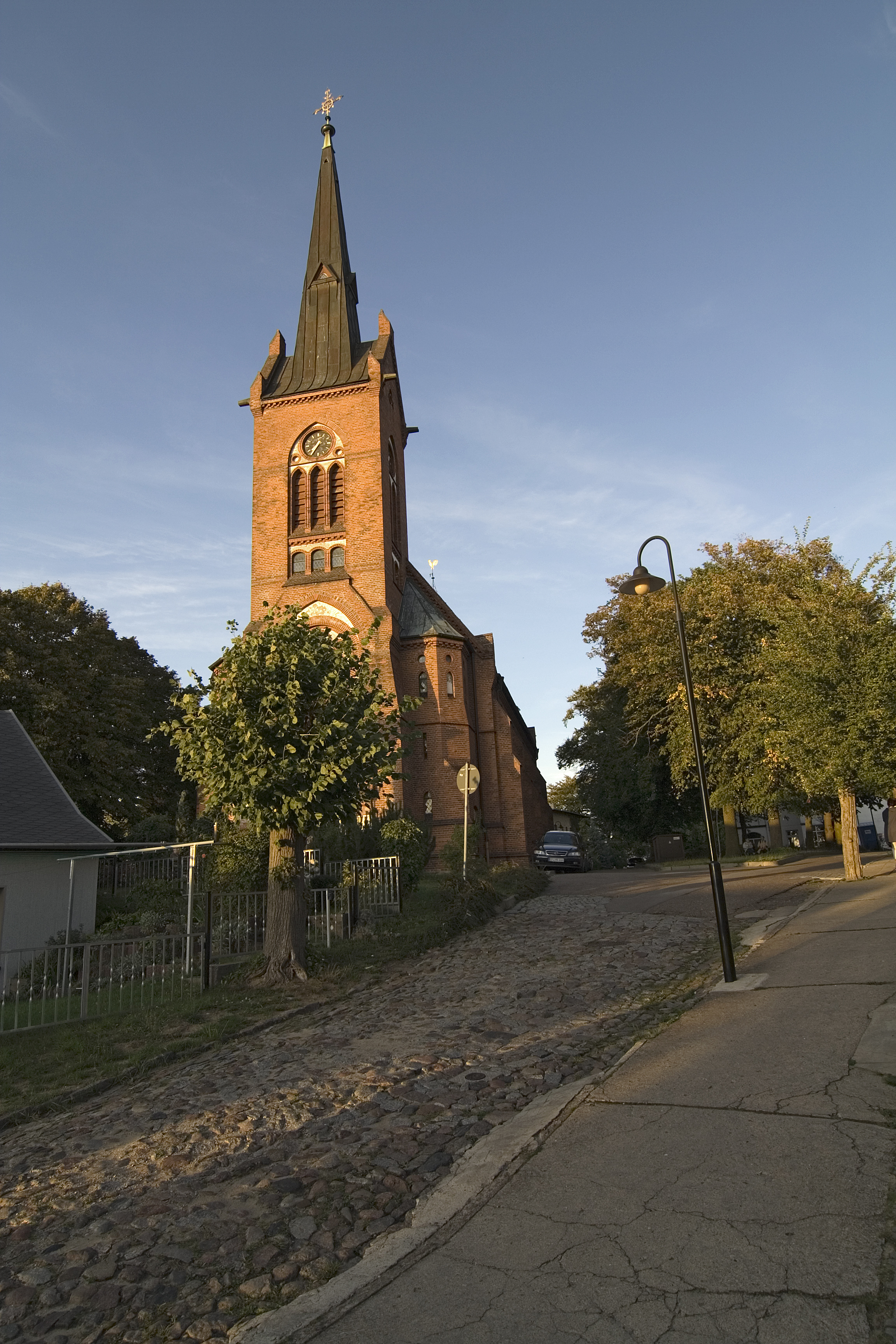
Widok z Kirchstraße
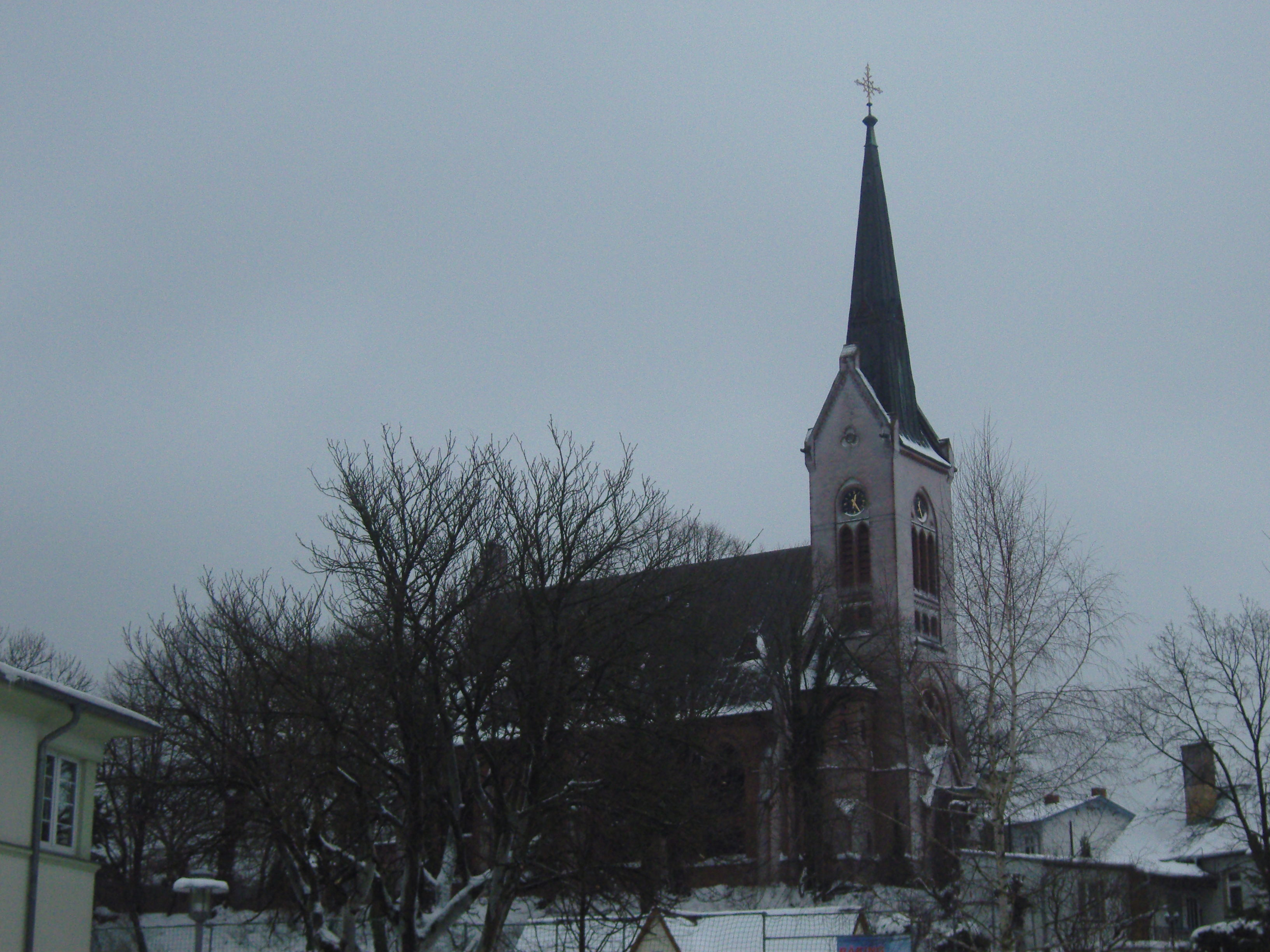
Zimą